# Грановский, Вениамин Львович
Вениамин Львович Грановский (1905, Харьков — 6 мая 1964, Москва) — советский физик, доктор физико-математических наук (1940), профессор. Лауреат Сталинской премии (1941). Автор трудов по физике электрического разряда в газах и исследованию явлений в газоразрядной плазме.

## Биография
Родился в Харькове в ассимилированной еврейской семье. Родители — уроженцы Ростова-на-Дону Лев Борисович (Лазарь Беркович) Грановский (1878—1954), впоследствии профессор и заведующий кафедрой социальной гигиены Горьковского медицинского института, и Мария Исааковна Басс (1882—1965), дочь купца 1-й гильдии, совладельца магазина по торговле мехами и головными уборами. С 1907 года семья жила в Москве, где с 1908 года отец работал санитарным врачом Московской городской управы.
После окончания аспирантуры в МГУ в 1929 году работал во Всесоюзном электротехническом институте, одновременно профессор МГУ. Диссертацию доктора физико-математических наул защитил в 1940 году.
Основные работы относятся к физике газового разряда и исследованию явлений в газоразрядной плазме. В 1941 году был удостоен Сталинской премии второй степени «за изобретение нового типа теплопеленгатора». Этой премией был отмечен цикл работ по разработке методов обнаружения самолётов и кораблей в тёмное время суток благодаря излучаемому ими тепловому излучению, которые с 1929 года проводились во Всесоюзном электротехническом институте под руководством Вениамина Грановского, — в это время профессора Московского государственного университета и по совместительству сотрудника московского ВЭИ. В состав группы под руководством профессора В. Л. Грановского входили профессор К. С. Вульфсон, инженер Н. Д. Смирнов, техник В. Т. Родионов и два техника-лаборанта (все, кроме техников, были награждены Сталинской премией, а в мае 1934 года этому коллективу приказом заместителя Наркома обороны М. Н. Тухачевского была объявлена благодарность и выдана денежная премия). К весне 1932 года группа Грановского собрала и направила на полигонные испытания первый опытный образец теплоуловителя (теплопеленгатора) ТУ-1, основанного на улавливании излучаемой самолётом тепловой энергии и её концентрировании в фокусе параболического зеркала. В последующие два года группа Грановского занималась адаптацией подобных теплоуловителей для пеленгации кораблей и танков.
Занимался альпинизмом, в его честь назван перевал Грановского в хребте Адырсу (между вершинами Адырсу и Сарыкол, Центральный Кавказ, Приэльбрусье), соединяющий ледник Адырсу и северную ветвь ледника Башиль, который группа под руководством Грановского впервые прошла в 1929 году.
Погиб в Москве 6 мая 1964 года (его столкнула на рельсы метро психически неуравновешенная женщина).

## Семья
- Совместный сын с математиком, доктором физико-математических наук Людмилой Всеволодовной Келдыш — Леонид Вениаминович Келдыш, математик, доктор физико-математических наук, академик АН СССР (1976)[11].
- Жена — Нина Александровна Самойло (1904—1934), дочь генерал-лейтенанта А. А. Самойло. Их дочь Ольга (1934—1953), студентка физфака МГУ, погибла во время давки на похоронах И. В. Сталина.
- Брат — Борис Львович Грановский (1909—1980), инженер-проектировщик в институте «Гипроцветмет».

## Публикации
- Грановский В. Л., Старокадомская Е. Л. Герман Гельмгольц. Его жизнь и работа. Серия «Жизнь замечательных людей». М.: Госиздат, 1930. — 179 с.
- Грановский В. Л. Электрические флуктуации. М.—Л.: ОНТИ НКТП СССР, 1936. — 219 с.
- Грановский В. Л. Электрический ток в газе. М.—Л.: Государственное издательство технико-теоретической литературы, 1952. — Т. 1: Общие вопросы электродинамики газов. — 432 с.
- Грановский В. Л. Электрический ток в газе: установившийся ток. М.: Наука, 1971. — 543 с.